# Tell Atlas
Tell Atlas (arabisk: الاطلس التلي  , al-ʾaṭlas al-tlī) er en bjergkæde der er  over 1.500 km lang, der hører til Atlas-bjergene i Nordafrika, og strækker sig hovedsageligt over det nordlige Algeriet, og ender i det nordøstlige Marokko og det nordvestlige Tunesien.
Bjergene har en gennemsnitlig højde på omkring 1.500 moh. og danner en naturlig barriere mellem Middelhavet og Sahara. Dets højeste top det 2.308 meter høje Lalla Khedidja i Djurdjurakæden.
Der ligger flere store byer, f.eks. den algeriske hovedstad, Algier, med ~1.500.000 indbyggere (2005) og Oran med ~770.000 indbyggere (2005) ved foden af Tell Atlas. Den algeriske by Constantine med cirka 505.000 indbyggere (2005) ligger 80 km inde i landet og i bjergene i 650 meters højde. En række mindre byer og landsbyer ligger inden for Tell; for eksempel er Chiffa beliggende i Chiffa-kløften.

## Geografi
Tell Atlas løber parallelt med Middelhavskysten. Sammen med Sahariske Atlas mod syd danner den den nordligste af to næsten parallelle områder, der nærmer sig hinanden mod øst, forbliver ret adskilte fra hinanden i den vestlige del af Algeriet  og smelter sammen i det østlige Algeriet. I den vestlige ende ender den ved Rif- og Mellematlas-områderne i Marokko. 
Tell Atlas og Sahariske Atlas danner to naturlige barrierer, den første mod Middelhavet og den anden mod Saharaørkenen. Mellem dem ligger Chelif-dalen og forskellige mindre floder.
Syd for Tell Atlas ligger det høje plateau i Hautes plateauet  i omkring 1.000 meters  højde, med jævnt terræn, hvor vandet samler sig i den våde tid af året, og danner store lavvandede saltsøer, som bliver til saltflader, når de tørrer. Landbrug består af græsning med får og geder  i de bedre vandede højplateauområder og noget kornavl med tørlandsbyg.
Chelif er en 725 km lang flod der har udspring i Tell Atlas og løber til  Middelhavet. Chelifdalen er  ekstremt frugtbar. Andre bemærkelsesværdige floder med deres kilder i dette område er Medjerda og Seybouse-floden. Kun sæsonbestemte vandløb løber sydpå fra Tell Atlas.

## Klima og vegetation
Tell Atlas har et typisk middelhavsklima, med varme tørre somre og milde, regnfulde vintre med sne i højderne. De nordlige skråninger af Tell Atlas er skovbevokset med den endemiske, kritisk truede Abies numidica og Atlas cedertræ, fyrretræ og korkeg. Om sommeren blæser den varme, tørre vind, Siroccoen, nordpå fra Sahara over Tell Atlas, hvilket forårsager støvede, tørre forhold langs nordkysten af Afrika. .
På trods af det tørre klima findes noget landbrug til byg- og hvedeavl i Tell Atlas-regionen. Chiffa-kløften ligger i Tell Atlas; dette sted er et af de få tilbageværende levesteder for den truede primat, Barbary-makaken, Macaca sylvanus.